# Бус-Обо
Бус-Обо (монг. Бүс овоо) — вулкан, розташований в аймаку Хентій, Монголія.
Бус-Обо — шлаковий конус, заввишки 1162 м. Знаходиться за 190 км на південний схід від Улан-Батора. Конус складений базальтами, верхня частина — темного кольору. Вулканічна діяльність відбувалася в пізньому плейстоцені і голоцені. За 8 км на північний захід від вулкана розкинулися озера Аврага і Тосон, біля яких розташовані санаторії.

## Ресурси Інтернету
- - Вулкан Бус-Обо. Global Volcanism Program. Смітсонівський інститут. (англ.)
- Volcano Live — John Search [Архівовано 23 березня 2012 у Wayback Machine.]
- Vulcanism.ru